# Cantó de Vaur
El cantó de Vaur és un cantó francès del departament del Tarn, situat al districte d'Albi. Té 9 municipis i el cap cantonal és Vaur.

## Municipis
- Itsac
- Marnavas
- Milhars
- Montrosièrs
- Pena
- Lo Riòl
- Rossairòlas
- Sent Miquèl de Bag
- Vaur

## Història
| Data d'elecció                           | Identitat        | Partit        | Qualitat |
| ---------------------------------------- | ---------------- | ------------- | -------- |
| 1976-1978                                | André Sudre      |               |          |
| 1978-1988                                | Gérard Bosc      | Divers gauche |          |
| 1988-2008                                | Maurice Boyer    | Divers gauche |          |
| 2008-                                    | Georges Bousquet | PS            |          |
| les dades anteriors no són pas conegudes |                  |               |          |
|                                          |                  |               |          |

## Demografia
| 1962  | 1968  | 1975  | 1982  | 1990  | 1999  | 2006  |
| ----- | ----- | ----- | ----- | ----- | ----- | ----- |
| 1.685 | 1.898 | 1.809 | 1.714 | 1.609 | 1.517 | 1.584 |